# Motion
Motion es el cuarto álbum de estudio del disc jockey Calvin Harris. Fue lanzado por la discográfica Columbia Records el 31 de octubre de 2014.

## Antecedentes
El 10 de septiembre de 2014, el DJ Ummet Ozcan confirmó en una entrevista en el programa "Bij-Igmar" en la radio neerlandesa 538 que compuso una canción con Harris, que será lanzada en el álbum de este último. Además, Ozcan tocó un preview de esa canción en el programa.
El 29 de septiembre de 2014, colocó una foto en Instagram de un clip de video con el título, "Calvin Harris - Slow Acid", que además dice el nombre del Director de los videos musicales de Summer y Blame.
el 26 de junio de 2014, Harris subió un tema más centrado en los clubes llamado "C.U.B.A" a SoundCloud. Este fue lanzado el 21 de julio de 2014, en exclusiva en Beatport, donde ocupó la primera posición.
El 6 de octubre, Harris a través de Facebook y Twitter el Tracklist del álbum, que incluye colaboraciones con otros artistas de la escena electrónica como R3hab, Firebeatz y Ummet Ozcan, además de colaboraciones con artistas del Pop, como Gwen Stefani, Ellie Goulding, entre otros.

## Sencillos
- Calvin Harris lanzó una pista de colaboración con Alesso titulada "Under Control", el 7 de octubre de 2013. Cuenta con las voces del dúo Inglés Hurts y fue el primer sencillo de Motion. El 1 de diciembre de 2013, la canción debutó en el número uno en el Reino Unido.
- El 14 de marzo de 2014, un nuevo sencillo "Summer" que vuelve a incluir las voces de Harris después de un largo periodo, se estrenó en la radio británica Capital FM.[1] En el Reino Unido, fue lanzado el 27 de abril de 2014, como el primer sencillo de su próximo cuarto álbum de estudio.[2][3] Con este sencillo cosechó su cuarto número uno como artista principal en el Reino Unido y logró alcanzar la séptima ubicación del Billboard Hot 100, conviriténdose en el más exitoso en los Estados Unidos.
- En junio, Harris anunció su nuevo sencillo "Blame" a través de Twitter y reveló la carátula que cuenta con la voz de John Newman. La canción fue lanzada el 7 de septiembre de 2014 y el 14 de septiembre de 2014 se convirtió en quinto #1sencillo de Harris como artista principal. Blame alcanzó la lista de los diez primeros en 22 países y también trazó éxito en el Billboard Hot 100, alcanzando el puesto # 26.
- "Outside" fue lanzado el 20 de octubre de 2014 como el cuarto sencillo de Motion, y cuenta con la colaboración de la cantante británica Ellie Goulding.  El video musical fue filmado el 20 de octubre de 2014 en Los Ángeles,y fue publicado el día 11 de noviembre en la cuenta oficial de Youtube del DJ.[4]
- "Pray to God", que cuenta con la participación de la banda Haim, está programado para lanzarse como el quinto sencillo del álbum en marzo de 2015.[5] La pista ha alcanzado el décimo puesto en las listas australianas.[6]

### Sencillos promocionales
"Slow Acid" fue lanzado como el primer sencillo promocional del álbum el 14 de octubre de 2014. El video musical para el sencillo promocional fue publicado el mismo día.
"Open Wide" fue lanzado como el segundo sencillo promocional del álbum el 27 de octubre de 2014 y cuenta con la participación del rapero estadounidense Big Sean. El video musical para el sencillo promocional fue publicado el mismo día. La pista es la versión vocal de "C.U.B.A", una pista house track publicada por Harris a través de SoundCloud el 23 de junio de 2014
"Burnin'", una colaboración con el DJ neerlandés R3hab, fue lanzada como el tercer sencillo promocional del álbum el 29 de octubre de 2014 a través de Beatport.

## Lista de canciones
| N.º | Título                                             | Escritor(es)                                                                | Productor(es)         | Duración |  |
| 1.  | «Faith»                                            | Calvin Harris, John Newman, Steve Mac                                       | Harris                | 3:39     |  |
| 2.  | «Under Control» (Calvin Harris & Alesso con Hurts) | Harris, Alessandro Lindblad, Theo Hutchcraft                                | Harris, Alesso        | 3:04     |  |
| 3.  | «Blame» (con John Newman)                          | Harris, John Newman, James Newman                                           | Harris                | 3:32     |  |
| 4.  | «Love Now» (con All About She)                     | Harris, James Tadgell, Jon Clare, Vanya Taylor                              | Harris, All About She | 3:38     |  |
| 5.  | «Slow Acid»                                        | Harris                                                                      | Harris                | 3:41     |  |
| 6.  | «Outside» (con Ellie Goulding)                     | Harris, Ellie Goulding                                                      | Harris                | 3:47     |  |
| 7.  | «It Was You» (Calvin Harris & Firebeatz)           | Harris, Tim Smulders, Jurre van Doeselaar                                   | Harris, Firebeatz     | 3:44     |  |
| 8.  | «Summer»                                           | Harris                                                                      | Harris                | 3:42     |  |
| 9.  | «Overdrive» (Calvin Harris & Ummet Ozcan)          | Harris, Ummet Ozcan                                                         | Harris, Ummet Ozcan   | 4:51     |  |
| 10. | «Ecstasy» (con Hurts)                              | Harris, Hutchcraft, Adam Anderson                                           | Harris                | 3:41     |  |
| 11. | «Pray To God» (con Haim)                           | Harris, Alana Haim, Danielle Haim, Este Haim, Dash Hutton, Ariel Rechtshaid | Harris, Rechtstaid    | 3:52     |  |
| 12. | «Open Wide» (con Big Sean)                         | Harris, Sean Anderson                                                       | Harris                | 3:07     |  |
| 13. | «Together» (con Gwen Stefani)                      | Harris, Gwen Stefani, Benjamin Levin, Ryan Tedder                           | Harris                | 3:38     |  |
| 14. | «Burnin'» (Calvin Harris & R3hab)                  | Harris, Fadil El Ghoul                                                      | Harris, R3hab         | 3:54     |  |
| 15. | «Dollar Signs» (con Tinashe)                       | Harris, Tinashe Jorgensen Kachingwe                                         | Harris                | 3:55     |  |

## Certificaciones
| País   | Organismo certificador | Certificación | Ventas certificadas | Ref.   |
| ------ | ---------------------- | ------------- | ------------------- | ------ |
| México | AMPROFON               | 3× Platino    | 180,000             | [ 11 ] |

## Fechas de lanzamiento
| Región        | Fecha                  | Formato              | Discográfica                    |
| ------------- | ---------------------- | -------------------- | ------------------------------- |
| Australia     | 31 de octubre de 2014  | CD, Descarga digital | Sony                            |
| Nueva Zelanda | 31 de octubre de 2014  | CD, Descarga digital | Sony                            |
| Reino Unido   | 3 de noviembre de 2014 | CD, Descarga digital | Deconstruction Fly Eye Columbia |